# Cotič
Cotič je priimek v Sloveniji, ki ga je po podatkih Statističnega urada Republike Slovenije na dan 31. decembra 2008 uporabljalo 364 oseb, na dan 1, januarja 2011 pa 358. oseb.

## Znani nosilci priimka
- Dušan Cotič (1922—2015), pravnik, kriminolog in zvezni sodnik (Beograd, Srbija)
- Franc Cotič (1904—?), publicist, izseljenski prosvetni delavec
- Franjo Cotič (1898—1955), gospodarstvenik (ekonomist), agronom
- Gregor Cotič (~1700—?), pomorščak in gospodarstvenik
- Igor Cotič (*1982), rally voznik
- Janko Cotič (1922—1988), pek, partizan, zamejski politik in kulturni delavec
- Jože Cotič, agronom
- Maja Cotič, udeleženka lepotnih tekmovanj
- Makso Cotič (1854—1930), časnikar in prevajalec
- Mara Cotič (*1954), didaktičarka matematike, univ. prof. (UP)
- Maša Cotič, arhitektka
- Marko Cotič (*1950), arhitekt, strokovni publicist/esejist
- Metka Cotič (*1957), filozofinja in pisateljica
- Nika Cotič, otroška pisateljica
- Robert Cotič, igralec
- Tina Cotič, arhitektka in oblikovalka stolov
- Viktor Cotič (1885—1955), slikar in scenograf
- Vladimir Cotič (*1934), biokemik
- Zdenko Cotič - Coto (*1954), glasbenik kitarist
- Zorana Cotič, klavirska pedagoginja